# Alticorpus peterdaviesi
Alticorpus peterdaviesi è una specie di Ciclidi haplochromini endemica del Malawi.  Il suo habitat naturale sono i laghi d'acqua dolce.